# Извору Рече (Ваидени)
Извору Рече (рум. Izvoru Rece) насеље је у Румунији у округу Валча у општини Ваидени. Oпштина се налази на надморској висини од 586 m.

## Становништво
Према подацима из 2002. године у насељу је живело 709 становника, од којих су сви румунске националности.